# Operazione Cottbus
L'operazione Cottbus fu un'operazione antipartigiana condotta da truppe delle SS (nella fattispecie dal battaglione Dirlewanger assieme a collaborazionisti bielorussi, lettoni, lituani e ucraini) durante l'occupazione della Bielorussia.
L'operazione cominciò il 20 maggio 1943 nelle aree di Bjagoml', Lepel', Ushachy e durò circa un mese durante il quale vennero dati alle fiamme e spopolati numerosi villaggi con un bilancio di circa 950 armi catturate, 9 800 uccisioni (6 087 in combattimento e 3 709 giustiziate) secondo i resoconti ufficiali nonché 5 053 persone mandate ai lavori forzati; queste cifre sono probabilmente sottostimate: la radio tedesca dichiarò 15 000 morti, numeri vicini a quelli dichiarati dall'Einsatzgruppe Dirlewanger (14,000 vittime). Prendendo in considerazione che altri due gruppi di combattimento presero parte all'operazione il numero probabile dei morti è stato stimato in almeno 20 000 caduti.
È probabile che la maggior parte degli uccisi fossero civili disarmati, alcune fonti contemporanee tedesche suggeriscono che molte delle vittime potessero essere appartenenti a bande, ma rimarcano anche l'attitudine degli uomini di Dirlewanger ad uccidere indiscriminatamente.